# IC 1563
IC 1563 (auch NGC 191A) ist eine linsenförmige Galaxie vom Hubble-Typ S0/P im Sternbild Cetus südlich des Himmelsäquators. Sie ist schätzungsweise 277 Mio. Lichtjahre von der Milchstraße entfernt und hat einen Durchmesser von etwa 55.000 Lj. Gemeinsam mit NGC 191 bildet sie ein wechselwirkendes Paar, das unter den Namen Arp 127 und Holm 13 verzeichnet ist.
Halton Arp gliederte seinen Katalog ungewöhnlicher Galaxien nach rein morphologischen Kriterien in Gruppen. Diese Galaxie gehört zu der Klasse Elliptischer Galaxien nahe bei Spiralgalaxien und diese störend (Arp-Katalog). Im selben Himmelsareal befinden sich u. a. die Galaxien NGC 195 und IC 1556.
Die Typ-Ia-Supernova SN 2006ej wurde hier beobachtet.
Das Objekt wurde am 16. Dezember 1897 von dem französischen Astronomen Guillaume Bigourdan entdeckt.